# Звечан (крепость)
Звечан (серб. Звечан) — средневековая сербская крепость вблизи одноименного поселения, к северу от Косовской Митровицы. Звечан расположен у реки Ибар на вершине потухшего вулкана на высоте около 800 метров над уровнем моря.
Время строительства Звечана точно неизвестно, но укрепленные поселения на его месте существовали ещё в античное время и, возможно, в первобытное. Звечан контролировал важнейшие балканские пути из Косово и Метохии на север, в долину реки Моравы, и на запад, в Боснию. В дальнейшем Звечан прикрывал находящийся рядом рудник Трепча.
Первое упоминание Звечана связано с именем болгарского царя Симеона (конец IX — начало X века), о котором известно, что он успешно вел многочисленные войны с Византией и построил множество городов и крепостей на Балканском полуострове — «вплоть до Звечана у слияния Ибра и Ситницы».
Между тем, первые достоверные исторические сведения о Звечане как городе сербско-византийского пограничья достигают знаменитой византийской царицы Анны Комнин. Она пишет, что в 1091—1093 гг. византийский царь Алексей I Комнин три раза доходил до сербско-византийской границы, чтобы усмирить рашского жупана Вукана (конец XI века — 1112 или 1115), которому удалось разбить византийцев под Звечаном и отступить в крепость.
В 1171 г. у села Пантина, близ Звечана, Стефан Неманя разбил войско византийцев и сторонников своих братьев, подкрепленное иностранными наемниками. В той битве погиб брат Стефана Немани, бывший великий рашский жупан Тихомир, утонув в реке Ситнице, а Неманя, после победы признанный братьями великим жупаном, отслужил в церкви Святого Георгия в Звечане благодарственный молебен.
С расширением на юг границ средневекового Сербского государства Звечан перестаёт быть пограничной крепостью и становится одной из резиденций королей династии Неманичей.
В 1321 году, после смерти короля Милутина, в борьбе за престол старший сын Милутина, Константин, был убит претендентами на престол и двоюродным братом Стефаном Дечанским, и похоронен в церкви Святого Георгия в Звечане.

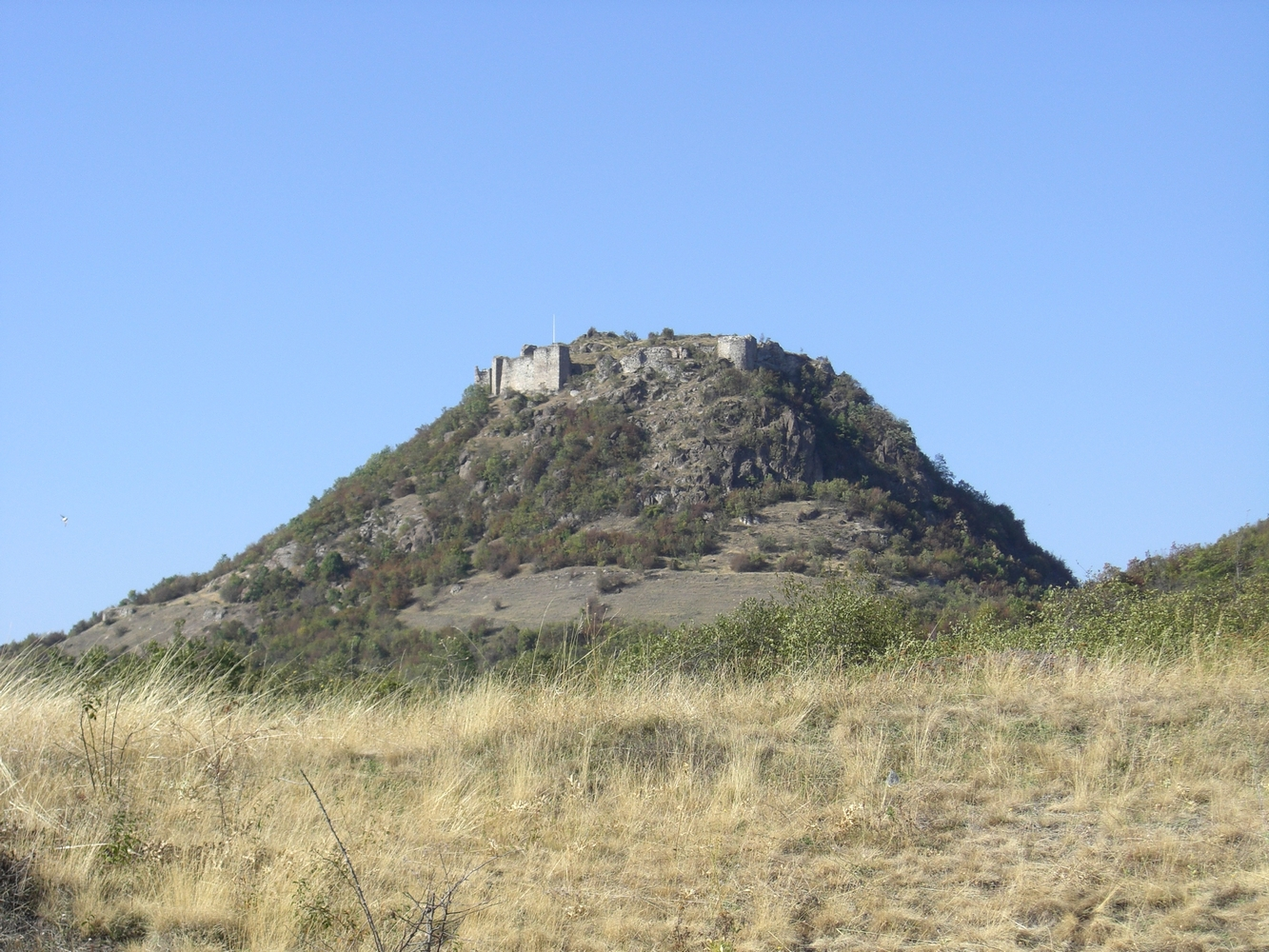
Вид на крепость Звечан

Десять лет спустя (1331 г.) в Звечане погиб и сам Стефан Дечанский. Его сын, король Стефан Душан, сверг его с престола и держал в плену в городе Петриче над Неродимле, а затем заточил в Звечане, где старый король был умерщвлен.
В 1360 году Звечан принадлежал Мусе, зятю князя Лазаря, а затем князю Воиславу Воиновичу и жупану Николе Альтомановичу, после чего перешел к Вуку Бранковичу, который владел городом до его захвата турками в 1396 году.
Звечан часто упоминается в сербских народных эпических песнях и, по народному преданию, эпический герой Марко Королевич часто посещал Звечан, поэтому и по сей день сербы Косова и Метохии называют средневековый город Звечан Городом (или Башней) Марко Королевича.
После занятия Звечана турками в нём был размещен турецкий гарнизон, находившийся в нём до XVII в. В 1689 г., во время Великой турецкой войны, когда австрийские войска дошли до Косова, турецкий гарнизон был на короткое время возвращён в Звечан. С XVIII в. заброшенные укрепления Звечана стали приходить в упадок и разрушаться от времени.
Крепость состояла из трёх частей. На самой вершине горы располагался Верхний город с пятью башнями, внутри которого находилась церковь Святого Георгия и два резервуара для воды. Возле церкви Святого Георгия Стефан Неманя в конце XII века выстроил и церковь Святого Стефана.
Ниже Верхнего города находился Нижний город с укреплёнными стенами и жилыми помещениями, «Пригород» находился у подножия горы, имел рыночную площадь, колодцы для воды и подземные ходы к берегу Ибара, чтобы город можно было покинуть в случае осады. В «пригороде» располагалась церковь Святого Димитрия, от которой всё подгорное поселение получило позже название «Митровица».
В настоящее время замок находится в руинах, от него уцелели три башни и остатки стен.